# Károly Szittya
Károly Szittya (Boedapest, 18 juni 1918 – Szeged, 9 augustus 1983) was een Hongaars waterpolospeler.
Szittya won tijdens de Olympische Zomerspelen 1948 de zilveren medaille. In zeven wedstrijden kwam Szeged negen maal tot scoren.
Vier jaar later tijdens de Olympische Zomerspelen 1952 in het Finse Helsinki won Szittya met zijn ploeggenoten de gouden medaille. Szittya speelde slechts drie wedstrijden maar maakte wel vijf doelpunten.
Jenő Brandi · 
Oszkár Csuvik · 
Dezső Fábián · 
Dezső Gyarmati · 
Endre Győrfi · 
Miklós Holop · 
László Jeney · 
Dezső Lemhényi · 
Pál Pók · 
Károly Szittya · 
István Szívós sr.
Róbert Antal · 
Antal Bolvári · 
Dezső Fábián · 
Dezső Gyarmati · 
István Hasznos · 
László Jeney · 
György Kárpáti · 
Dezső Lemhényi · 
Kálmán Markovits · 
Miklós Martin · 
Károly Szittya · 
István Szívós sr. · 
György Vizvári